# Sittisax ranieri
Espèce
Sittisax ranieri est une espèce d'araignées aranéomorphes de la famille des Salticidae.

## Répartition
Cette espèce peut être observée en Amérique du Nord ainsi que dans le Nord de l'Europe, en Mongolie et au Japon. Son observation la plus septentrionale a été réalisé à Tuktoyaktuk.

## Description
Le mâle mesure entre 4,3 et 5,4 mm et la femelle entre 6,1 et 6,5 mm. Le céphalothorax du mâle est brun foncé voire noir dans la zone oculaire. L'abdomen est un peu plus grisâtre et affiche une paire de taches et des marges claires. La femelle est plus claire et tire sur le rouge.

## Systématique et taxinomie
L'espèce est décrite en 1909 sous le protonyme de Sitticus ranieri par George W. Peckham et Elizabeth Gifford Peckham. En 2017, elle est reclassée dans le genre Sittisax par Jerzy Prószyński.
Sittisax ranieri a pour synonymes :
- Icius daisetsuzanus Saito, 1934
- Sittacus ranieri G.W.Peckham & E.G.Peckham, 1909
- Sitticus lineolatus Grube, 1861
- Sitticus ranieri (Peckham & Peckham, 1909)
- Sittisax daisetsuzanus (Saito, 1934)
- Sittisax haydeni (Levi & Levi, 1951)
- Sittisax mazamae (Schenkel, 1951)

## Étymologie
L'épithète spécifique, ranieri, fait référence au mont Rainier, d'où provient l'un des spécimens qui ont servi à décrire l'espèce.

## Publication originale
- (en) G. W. Peckham et E. G. Peckham, « Revision of the Attidae of North America », Transactions of the Wisconsin Academy of Sciences, Arts and Letters, vol. 16, nos 1,5,‎ 1909, p. 355-646 (lire en ligne)